# 哈里·柯林斯
哈里·柯林斯（英語：Harry Collins，1943年6月13日—）是英国科学知识社会学家和科普作家，威尔士卡迪夫大学教授，2012年当选英國國家學術院院士。主要作品有《改变秩序：科学实践中的复制与归纳》（Changing Order: Replication and Induction in Scientific Practice，1985）、《一种文化？——关于科学的对话》（The One Culture?: A Conversation about Science，与杰伊·A·拉宾格尔合著，2001）、《勾勒姆医生——作为科学的医学与作为救助手段的医学》（Dr. Golem: How to Think about Medicine，与特雷弗·平奇合著，2005）等。